# Kubofuturisme
Kubofuturismen var en stilretning der udviklede sig i årene før første verdenskrig inden for russisk modernistisk billedkunst; den forenede elementer fra kubisme og futurisme. En markant repræsentant var Kazimir Malevitj.
Typisk for kubofuturismen er udformningen af genstandsmæssige motiver i cylindriske formelementer.
Kubofuturismen indledte en udvikling med ren abstraktion der kort efter blev ført videre i suprematisme og konstruktivisme
Til de vigtigste repræsentanter der i en periode malede i kubofuturistisk stil hører Kazimir Malevitj, Iwan Puni, David Burljuk og Ljubow Sergejewna Popowa.

## Ny-kubofuturisme
Efter 1978 har den italienske musiker og maler William Tode fra Gonzaga taget denne stilretning op og kalder sit værk neo cubofuturismo.